# Templo de Nukualofa
El templo de Nukualofa, conocido localmente como Templo Liahona, es uno de los templos construidos y operados por  La Iglesia de Jesucristo de los Santos de los Últimos Días, el número 25 construido por esta confesión, el número 23 en operaciones continuas y el primer templo construido en las islas de Tonga. Se ubica en el centro de la isla de Tongatapu, cerca de Matangiake, varias millas al sur de la ciudad homónima, la capital Nukualofa. El área donde se encuentra localizado se conoce comúnmente como Liahona, debido al nombre de la escuela secundaria ubicada en el sitio, propiedad de la iglesia. 

## Historia
La Iglesia de Jesucristo de los Santos de los Últimos Días (Iglesia SUD) (en tongano: Siasi ʻo Sīsū Kalaisi ʻo e Kau Māʻoniʻoni ʻi he Ngaahi ʻAho Kimui Ní o Siasi Māmonga) ha tenido presencia en Tonga desde 1891. La Misión de Tonga se organizó en 1916. Sin embargo, debido a los rumores antimormones y las políticas gubernamentales, la Iglesia SUD no creció de manera constante en Tonga hasta 1924. Entre 1946 y 1956, los líderes de la iglesia publicaron traducciones de las escrituras en tongano y construyeron una escuela patrocinada por la iglesia conocida como Liahona High School. En 1968, se organizó la primera estaca SUD de Tonga.
La construcción de propiedades en Tonga comenzó con la adquisición de la plantación de Frank Cowley, también conocida como Fualu de 276 acres (111,7 ha) por $35,000 en 1947 para la reubicación de la escuela Makeke, luego llamada Liahona High School. Meleka, una propiedad vecina que en el folcór mormón sería bendecida por George Albert Smith, fue adquirida más tarde por la iglesia para ubicar un complejo de instalaciones físicas y una capilla grande que también servía como escuela secundaria. El resto del terreno llamado Meleka se convirtió en el pueblo llamado Matangiake para los fieles de la región.

## Anuncio
En abril de 1952, la Primera Presidencia de la iglesia y el cuórum de los Doce Apóstoles tomaron la histórica decisión de construir templos en Europa. Dos meses después, el entonces presidente de la iglesia David O. McKay viajó por Europa para supervisar personalmente la selección de los sitios para los futuros templos. McKay insistía en acortar la brecha en su iglesia de un estado de provincialismo religioso a uno de influencia internacional. Con la construcción de templos alrededor del mundo, McKay hizo práctico el nuevo concepto, que Sion no se limita a una ubicación geográfica en particular, sino que es una condición del corazón y la mente de sus fieles que se puede encontrar en cualquier parte del mundo.
En 1954, las autoridades generales de la iglesia aprobaron la construcción de un templo en un lugar aún indeterminado en el Pacífico Sur. El entonces presidente de la iglesia David O. McKay seleccionaría el sitio del templo de Hamilton en Nueva Zelanda durante una gira de dos meses por el Pacífico que incluyó Fiji, Tonga, Samoa, Samoa Americana, Tahití, Nueva Zelanda y Australia. En 1955 McKay regresó al Pacífico donde, en la isla de Tonga, le dijo a sus fieles que habría tenido una epifanía en la que vio en visión el templo en una de las islas.
En 1977 la iglesia planeó construir el templo de Samoa, como se llamó originalmente, construido en Pago Pago, capital de la Samoa Americana. El edificio serviría como templo regional para los fieles de Samoa, Tonga, Polinesia Francesa (Tahití) y Fiji. El 2 de abril de 1980, el entonces presidente de la iglesia Spencer W. Kimball anunció la construcción de siete nuevos templos, la mayor cantidad de templos anunciado por la iglesia para la fecha, y que triplicó el número de templos planeados para Polinesia. El templo de Samoa se trasladaría de Pago Pago a Apia (Samoa), donde vivían la mayoría de sus fieles, se construiría un templo en la isla de Tonga y el tercero en Tahití.

## Terreno

Isla de Nukualofa con el terreno del templo visible en el centro y a la izquierda de la bahía Fangauta Lagoon.

La iglesia en Tonga obtuvo el sitio donde hoy se asienta el templo propiedad de la familia Mahu'inga. En mayo de 1973, después de regresar de una conferencia general en Salt Lake City, Tevita Folau Mahu'inga le dijo a su padre que se había mencionado en la Conferencia algún día se construirá un templo en Tonga, y que su parcela de 5 acres (2 ha) justo al lado de la Liahona High School había sido reservado para el sitio del templo.
Después del anuncio en 1980 de construir un templo para Tonga, los líderes de la iglesia en el país comenzaron a buscar un sitio adecuado en varios lugares de Tongatapu sin resultados favorables. Sione Tu‘alau Latu, directora de Asuntos Temporales de Tonga, se acercó a la iglesia sobre la propiedad de Mahu'inga junto a la escuela Liahona. El edificio se dedicó en agosto de 1983, poco más de diez años después del fallecimiento de Tevita Mahu‘inga.

## Construcción
Previo al anuncio de la construcción del templo de Neiafu, el templo en Tongatapu fue el único templo de la iglesia en Tonga. El diseño del edificio es similar al de los otros templos en el Pacífico Sur incluyendo el templo de Papeete en Tahití. El templo fue construido con un modelo de los templos modernos que la iglesia venía construyendo de una sola torre, tal como el templo de Berna y el templo de Londres. La mayor parte de la construcción fue realizada por misioneros laborales de Nueva Zelanda y otras islas del Pacífico Sur. Se construyó en un terreno de 2 hectáreas, tiene 2 salones de ordenanzas y tres salones de sellamientos matrimoniales y su área total de suelo es de 21 184 pies cuadrados (1968,1 m²), superficie casi idéntica al del templo de Quetzaltenango.
La ceremonia de la primera palada se llevó a cabo el 18 de febrero de 1981, un día antes de la misma ceremonia para el templo de Apia en la vecina isla de Samoa, lo que marcó la primera vez que la iglesia inaugura el terreno para dos templos en días consecutivos. Los dos edificios se construyeron al mismo tiempo y tenían un aspecto casi idéntico hasta que se reconstruyó el templo de Apia con un nuevo diseño a mediados de los años 2000. Spencer W. Kimball presidió el servicio junto con Su Majestad el Rey Taufa‘ahau Tupou IV quien también participó y excavó una pala de tierra. Previo a ellos, en enero de 1981, las 5 acres (2 ha) donadas a la iglesia por Mahu‘inga, unos dos mil hombres limpiaron y prepararon el terreno. Siete mil fieles y vecinos asistieron a la ceremonia de la palada inicial.

## Dedicación
El templo de Kukualofa fue dedicado el 9 de agosto de 1983 por Gordon B. Hinckley, entonces miembro del Cuórum de los Doce Apóstoles. Durante su visita a Tonga para la dedicación del templo Hinckley disfrutó de una audiencia con Su Majestad Taufa'Ahau Tupou IV, rey de "las islas amigas" y quien habría establecido amistad con Hinckley. Con anterioridad a ello, del 18 al 30 de julio de ese mismo año, la iglesia permitió un recorrido público de las instalaciones y del interior del templo al que se estima asistieron la mitad de los habitantes de la isla. Antes de la jornada de puertas abiertas, la familia real tongana y muchos nobles y líderes gubernamentales recibieron un recorrido especial por el templo el 9 de julio guiados por John H. Groberg.
La primera sesión dedicatoria del templo de Nukualofa se llevó a cabo en el templo, pero las sesiones restantes se llevaron a cabo en el gimnasio de la escuela secundaria Liahona, propiedad de la Iglesia. Para pagar el pasaje para asistir a la dedicación, muchos de los fieles vendieron sus productos agrícolas, animales u otras pertenencias. Los servicios estuvieron abarrotados con más de 3.000 asistentes al servicio final, creando un desbordamiento hacia otras salas del edificio para presenciar la ceremonia.
Después de un extenso proyecto de adición y remodelación que agregó más de 5000 pies cuadrados (464,5 m²), el Templo Nukualofa volvió a ser dedicado el 4 de noviembre de 2007, coincidiendo con el 132 aniversario de la Constitución de Tonga. La noche anterior a la nueva dedicación, miles de personas acudieron al Parque Teufaiva para celebrar el evento con una velada cultural de bailes tradicionales. Los invitados especiales incluyeron a Su Majestad el Rey Jorge Tupou V de Tonga, Su Alteza Real la Princesa Salote Mafileʻo Pilolevu Tuita, y autoridades generales de la iglesia. Para aquellos que no pudieron asistir en persona, el programa completo se transmitió en vivo por Television Tonga y se transmitió a otros países por satélite.

## Pandemia 2019
El 25 de marzo de 2020 la iglesia solicitó el cierre de todos sus templos como respuesta preventiva a la Pandemia de COVID-19. En mayo de ese año la iglesia aprobó la apertura de 17 templos a nivel mundial para realizar matrimonios por personas vivas, prohibiendo para entonces todas las ceremonias a favor de ancestros fallecidos. En junio fueron anunciados 12 templos que iniciarían la segunda fase de apertura permitiendo la investidura a favor de personas vivas con un nuevo modelo de este proceso ceremonial. Las ceremonias a favor de personas fallecidas, tradicional en los templos SUD incluyendo el bautismo por los muertos comenzó a reanudarse a comienzos de diciembre de 2020. El templo de Nukualofa fue uno de los primeros cuatro templos en comenzar esta tercera fase de reapertura en 2020.